# Moralzarzal
Moralzarzal ist eine spanische Gemeinde in der Sierra de Guadarrama. Sie liegt in der Autonomen Gemeinschaft Madrid, rund 43 km nördlich von Madrid. Der Name stammt aus dem 14. Jahrhundert, als die beiden benachbarten Dörfer Fuente del Moral und Zarzal zu einer Gemeinde vereinigt wurden.
Schutzpatron ist der Erzengel Michael.

## Geschichte
Die Gegend wurde während der Reconquista entvölkert. Gegründet wurde die Siedlung im Jahr 1147. Vermutlich waren es Bauern aus der Gegend um Segovia, die die Ortschaft gründeten. In der Folge stand die Siedlung im Spannungsfeld zwischen Madrid und Segovia. König Alfons X. gliederte in der zweiten Hälfte des XIII. Jahrhunderts eine Reihe strittiger Gemeinden der Krone ein und nannte das Gebiet El Real de Manzanares.

## Bevölkerungsentwicklung
Bemerkenswert ist die Bevölkerungsexplosion Ende des 20. Jahrhunderts. Während es sich jahrhundertelang um eine Siedlung mit weniger als Tausend Einwohnern handelt, stieg die Einwohnerzahl ab den 1970er Jahren kontinuierlich und zur Jahrtausendwende massiv an. Der Zuzug stammt einerseits aus ländlichen Gegenden, wegen der deutlich niedrigeren Grundstückspreise und Mieten jedoch auch aus dem Großraum Madrid.
| Jahr      | 1910 | 1920 | 1930 | 1940 | 1975  | 1986  | 2000  | 2008   | 2018   |
| --------- | ---- | ---- | ---- | ---- | ----- | ----- | ----- | ------ | ------ |
| Einwohner | 804  | 773  | 822  | 770  | 1.264 | 1.650 | 5.377 | 11.318 | 12.697 |